# Gerhard Wagner (Mediziner)

Gerhard Wagner, vor 1937

Gerhard Wagner (* 18. August 1888 in Neu-Heiduk, Oberschlesien; † 25. März 1939 in München) war ein deutscher Mediziner und Politiker (NSDAP). Im NS-Staat war er erster Reichsärzteführer.

## Leben
Gerhard Wagner war Sohn des Arztes Wilhelm Wagner. Er studierte Medizin in München und diente 1914–1918 als Feldhilfsarzt an der Ostfront (Erster Weltkrieg). Er erhielt das Eiserne Kreuz 1. Klasse. Nach dem Krieg war er Mitglied des Freikorps Epp. Er war nach Kriegsende bis 1920 Assistenzarzt an der Münchener Frauenklinik und betrieb danach in München eine eigene Arztpraxis. Gleichzeitig war er 1921–1923 Mitglied des Freikorps Oberland. Bis 1924 war Wagner Leiter der Deutschtumsverbände Oberschlesiens. Er leitete den Landesverband Bayern der vereinigten Verbände heimattreuer Oberschlesier.
Am 17. Mai 1929 trat Wagner in die Nationalsozialistische Deutsche Arbeiterpartei (Mitgliedsnummer 129.008) ein. Er war im selben Jahr Mitbegründer und ab 1932 Leiter des NSDÄB. Im März 1933 wurde er Reichskommissar für die gleichgeschalteten ärztlichen Spitzenverbände. Am 21. März unterstellten sich der Deutsche Ärztevereinsbund und der Hartmannbund dem Reichskommissar. Er leitete ab August 1933 die neu gegründete Kassenärztliche Vereinigung und wurde Vertrauensmann für Volksgesundheit beim Stab des Stellvertreters des Führers. 1934 wurde er zum Leiter des neu gegründeten Hauptamtes für Volksgesundheit ernannt, wo er 1935 Hauptamtsleiter und 1936 Hauptdienstleister wurde. Seit 1934 war Wagner darüber hinaus Beauftragter für Hochschulfragen im Stab von Rudolf Heß, dessen Hausarzt er war. Er saß in der Hochschulkommission der NSDAP. Im Dezember 1935 wurde Wagner außerdem Leiter der Reichsärztekammer und 1936 Reichsärzteführer der NSDAP. Er leitete das Sanitätswesen auf dem Reichsparteitag und gehörte der Reichsarbeitskammer an. Zudem war er Mitglied des Sachverständigenbeirats für Bevölkerungs- und Rassenpolitik beim Reichsministerium des Inneren, ab Januar 1936 beim Reichsausschuss zum Schutze des deutschen Blutes und ab 1937 des Arbeitskreises für Gesundheitsführung des Deutschen Volkes.
Von der Reichstagswahl November 1933 bis zu seinem Tode war Wagner Abgeordneter im Reichstag (Zeit des Nationalsozialismus). Seit 1929 Mitglied der Sturmabteilung (SA), wurde er 1937 zum SA-Sanitätsobergruppenführer befördert. Wagner starb im Alter von 50 Jahren an Krebs. Sein Nachfolger als Reichsärzteführer wurde der Berliner Stadtmedizinalrat Leonardo Conti. Wagner war mitverantwortlich für Krankenmorde in der Zeit des Nationalsozialismus und Zwangssterilisationen von Juden und Behinderten. Auf dem Reichsparteitag von 1935 zeigte er sich als entschiedener Befürworter der Nürnberger Gesetze.